# Max Heß
Max Hess (ur. 13 lipca 1996 w Chemnitz) – niemiecki lekkoatleta specjalizujący się w trójskoku.
W 2013 zajął 8. miejsce na mistrzostwach świata kadetów, a rok później zdobył srebrny medal mistrzostw świata juniorów w Eugene. W 2016 został w Portland halowym wicemistrzem świata, a także mistrzem Europy w Amsterdamie. Brązowy medalista halowych mistrzostw Europy w Belgradzie (2017). W tym samym roku stanął na najniższym stopniu podium młodzieżowego czempionatu Europy.
Zdobył brązowy medal na halowych mistrzostwach Europy w 2019 w Glasgow.
Złoty medalista mistrzostw Niemiec.
Rekordy życiowe: stadion – 17,38 (9 sierpnia 2024, Paryż); hala – 17,52 (3 marca 2017, Belgrad) – halowy rekord Niemiec; skok w dal (hala) – 8,03 (17 stycznia 2015, Chemnitz).

## Osiągnięcia
| Rok  | Impreza                                 | Miejsce        | Pozycja           | Wynik |
| ---- | --------------------------------------- | -------------- | ----------------- | ----- |
| 2013 | Mistrzostwa świata juniorów młodszych   | Donieck        | 8. miejsce        | 15,52 |
| 2014 | Mistrzostwa świata juniorów             | Eugene         | 2. miejsce        | 16,55 |
| 2015 | Halowe mistrzostwa Europy               | Praga          | el. – 11. miejsce | 7,71  |
| 2016 | Halowe mistrzostwa świata               | Portland       | 2. miejsce        | 17,14 |
| 2016 | Mistrzostwa Europy                      | Amsterdam      | 1. miejsce        | 17,20 |
| 2016 | Igrzyska olimpijskie                    | Rio de Janeiro | el. – 15. miejsce | 16,56 |
| 2017 | Halowe mistrzostwa Europy               | Belgrad        | 3. miejsce        | 17,12 |
| 2017 | Superliga drużynowych mistrzostw Europy | Lille          | 1. miejsce        | 17,02 |
| 2017 | Młodzieżowe mistrzostwa Europy          | Bydgoszcz      | 3. miejsce        | 16,68 |
| 2017 | Mistrzostwa świata                      | Londyn         | el. –             | DNS   |
| 2018 | Halowe mistrzostwa świata               | Birmingham     | 11. miejsce       | 16,47 |
| 2018 | Mistrzostwa Europy                      | Berlin         | el. – 15. miejsce | 16,32 |
| 2019 | Halowe mistrzostwa Europy               | Glasgow        | 3. miejsce        | 17,10 |
| 2021 | Halowe mistrzostwa Europy               | Toruń          | 3. miejsce        | 17,01 |
| 2021 | Superliga drużynowych mistrzostw Europy | Chorzów        | 1. miejsce        | 17,13 |
| 2021 | Igrzyska olimpijskie                    | Tokio          | el. – 17. miejsce | 16,69 |
| 2022 | Mistrzostwa świata                      | Eugene         | el. – 13. miejsce | 16,64 |
| 2023 | Halowe mistrzostwa Europy               | Stambuł        | 3. miejsce        | 16,57 |
| 2023 | Mistrzostwa świata                      | Budapeszt      | el. – 18. miejsce | 16,48 |
| 2024 | Halowe mistrzostwa świata               | Glasgow        | 9. miejsce        | 16,66 |
| 2024 | Mistrzostwa Europy                      | Rzym           | 5. miejsce        | 17,04 |
| 2024 | Igrzyska olimpijskie                    | Paryż          | 7. miejsce        | 17,38 |
| 2025 | Halowe mistrzostwa Europy               | Apeldoorn      | 2. miejsce        | 17,43 |
| 2025 | Halowe mistrzostwa świata               | Nankin         | 6. miejsce        | 17,03 |